# Битва під Перпіньяном (1793)
У битві при Перпіньяні або битві при Нієлі (фр. Bataille de Perpignan) 17 липня 1793 французька армія Східних Піренеїв під командуванням Луї-Шарля де Флера протистояла наступу іспанської армії Каталонії під командуванням Антоніо Рікардоса. Французи відбили атаки іспанців і змусили своїх противників відступити. Перпіньян зараз є столицею департаменту Східні Піренеї, але в 1793 був головним містом провінції Руссільйон. Бойові дії відбувалися під час Піренейської кампанії в рамках Війни першої коаліції.

## Передумови
Генерал-капітан Рікардос та його іспанська армія здобули перемогу над французами у зіткненні при Сере 20 квітня 1793 року. Іспанці також розбили армію Східних Піренеїв на чолі з Луї-Шарль де Флером у битві при Ма Дью 19 травня. Після цього успіху Рікардос повернувся на південь і захопив форт Бельгард. Облога Бельгарда тривала з 23 травня по 24 червня, коли 1450 чоловік французького гарнізону, що залишилися живими, капітулювали. Під час облоги іспанська армія захопила форт ле Бен 3 червня та форт де ла Гард 5 червня. Коли іспанці були зайняті взяттям Бельгарда, де Флер намагався перетворити своїх новобранців на солдатів. Він зумів залучити до служби навчених берегових канонірів для комплектування своєї артилерії. Він також збудував ряд польових укріплень для оборони території.

## Французькі війська
До складу французьких військ, що обороняли цю місцевість, входили:
- 19-й полк кавалерійських шассерів (Розенталь)
- 7-й полк лінійної піхоти (Шампань)
- 20-й полк лінійної піхоти (Камбрезі) — сильно постраждав через дезертирство офіцерів та заплановане захоплення форту
- 35-й полк лінійної піхоти (Аквітанія)
- 36-й полк лінійної піхоти (Анжу)
- 53-й полк лінійної піхоти (Ельзас)
- 57-й полк лінійної піхоти (Бовуаз)
- 59-й полк лінійної піхоти (Бургундія)
- 70-й полк лінійної піхоти (Медок)
- 72-й полк лінійної піхоти (Вексен)
- 79-й полк лінійної піхоти (Булонне́)

## Хід битви
Після взяття фортеці Рікардос спрямував свою увагу на армію де Флера, що утримувала Перпіньян. 17 липня 1793 року іспанський командувач розділив свої 15 000 солдатів на п'ять колон. За його задумом, колони мали охопити Перпіньян з усіх боків. Першу колону, розташовану на крайньому правому фланзі, було відправлено на захоплення Кабестані на південно-східному боці Перпіньяна. Другій колоні, яку очолив Херонімо Хірон-Моктесума, маркіз де ляс Амарільяс, було наказано наступати через Каноес та Нільс на Орлес, на південний захід від міста. Третя колона мала рухатися з Тюїра і Труяса, щоб захопити Пезія-ла-Рив'єр на річці Тет. Четвертій та п'ятій колонам було наказано переправитися через Тет біля Міясу. Звідти четверта колона мала атакувати у східному напрямку до Сент-Естев. П'ята колона під командуванням Луїса Фірміна де Карвахаля, графа де ла Уніон, мала рушити на північний схід, щоб захопити найважливіший міст у Ривальта.
Спочатку всі іспанські колони досягли успіху. Третя колона захопила кілька важливих пагорбів біля Орлеса. Але колона маркіза де лас Амарільяса забарилася і не змогла підтримати третю колону. Де Флер у цьому побачив нагоду і атакував ізольовану третю колону, відтіснивши її назад. Колона графа де ла Уніон повернулася на допомогу і спромоглася на деякий час стабілізувати становище на лінії. Проте французи провели нову атаку і зім'яли іспанські війська.

## Результати битви
Французи втратили 800 людей убитими та пораненими з 12 000 наявних до початку бойових дій. Іспанці захопили одну гармату. Незважаючи на перемогу, два батальйони Національної гвардії були розформовані за спробу здатися, а ще 600 солдатів дезертували. У боях під Нільсом іспанці втратили 31 вбитими, 131 пораненими і ще трьох узяли в полон французи. Проте, за оцінками, загалом 1000 іспанських солдатів стали жертвами бою. Іспанська армія зазнала поразки, тому що її колони не перебували на відстані ефективної підтримки одна від одної. Це дозволило де Флеру скористатися вразливістю третьої колони.